# 닌자 거북이 (애니메이션)
《닌자 거북이》(Teenage Mutant Ninja Turtles)는 동명의 만화를 기반으로 한 미국의 텔레비전 애니메이션이다.
예고편은 2012년 6월 21일에 공개되었고, 대한민국에서도 니켈로디언에서 미리보기로 2012년 7월 25일에 공개가 되었고, 2014년 8월 25일에 투니버스에서 《NEW 닌자거북이》라는 이름으로 방영했다 중간에 《닌자 거북이》로 변경했다.

## 에피소드

### 시즌 1
| No | 미국판 제목                         | 한국판 제목              | 방영일(미국)     | 방영일(한국)    |
| -- | ----------------------------------- | ------------------------ | ---------------- | --------------- |
| 1  | Rise of The Turtles - Part 1        | 닌자 거북이의 등장 - 1부 | 2012년 9월 28일  | 2014년 8월 25일 |
| 2  | Rise of The Turtles - Part 2        | 닌자 거북이의 등장 - 2부 | 2012년 9월 29일  | 2014년 8월 26일 |
| 3  | Turtle Temper                       | 성질 죽이기              | 2012년 10월 6일  | 2014년 8월 27일 |
| 4  | New Friend, Old Enemy               | 새 친구, 옛 원수         | 2012년 10월 13일 | 2014년 8월 28일 |
| 5  | I Think His Name is Baxter Stockman | 찌질이의 변신            | 2012년 10월 20일 | 2014년 9월 1일  |
| 6  | Metalhead                           | 강철머리                 | 2012년 10월 27일 | 2014년 9월 2일  |
| 7  | Monkey Brains                       | -                        | 2012년 11월 3일  | 2014년 9월 3일  |
| 8  | Never Say Never                     | 진정한 강자              | 2012년 11월 10일 | 2014년 9월 4일  |
| 9  | The Gauntlet                        | 위험한 대결              | 2012년 11월 17일 | 2014년 9월 8일  |
| 10 | Panic in the Sewers                 | 하수구의 공포            | 2012년 12월 1일  | 2014년 9월 9일  |
| 11 | Mousers Attack!                     | 로봇의 공격              | 2012년 12월 8일  | 2014년 9월 10일 |
| 12 | It Came From the Depths             |                          | 2012년 12월 15일 | 2014년 9월 11일 |
| 13 | I, Monster                          | 나는 괴물이다            | 2013년 1월 25일  |                 |
| 14 | New Girl In Town                    | 새 친구                  | 2013년 2월 1일   |                 |
| 15 | The Alien Agenda                    | 외계인 로봇 탐구         | 2013년 2월 8일   |                 |
| 16 | The Pulverizer                      | 분쇄기                   | 2013년 2월 15일  |                 |
| 17 | TCRI                                | 크랭의 음모              | 2013년 3월 1일   |                 |
| 18 | Cockroach Terminator                |                          | 2013년 3월 15일  |                 |
| 19 | Baxter's Gambit                     |                          | 2013년 4월 5일   |                 |
| 20 | Enemy of My Enemy                   |                          | 2013년 4월 12일  |                 |
| 21 | Karai's Vendetta                    |                          | 2013년 4월 27일  |                 |
| 22 | The Pulverizer Returns!             |                          | 2013년 5월 11일  |                 |
| 23 | Parasitica                          | 오늘의 영웅은?           | 2013년 7월 20일  |                 |
| 24 | Operation: Break Out                |                          | 2013년 7월 27일  |                 |
| 25 | Showdown - Part 1                   |                          | 2013년 8월 8일   |                 |
| 26 | Showdown - Part 2                   |                          | 2013년 8월 8일   |                 |